# Plavecké Podhradie
Plavecké Podhradie – wieś i gmina (obec) w zachodniej Słowacji, administracyjnie i terytorialnie usytuowana w powiecie Malacky, w kraju bratysławskim na Słowacji.